# 시베리아 튀르크어파

시베리아 튀르크어의 분포

시베리아 튀르크어파(Siberian Turkic) 또는 북동튀르크어파는 튀르크어족의 한 분파이다. 고대 튀르크어가 이 분류에 포함되는 것으로 추정된다. 오늘날에는 주로 시베리아 지역에서 사용되며 화자 수가 많지 않다. 많은 언어가 예니세이어 등 시베리아 토착 언어의 기층을 가지고 있다.
비교적 많이 쓰이는 언어로 야쿠트어(약 50만 명), 투바어(약 25만 명), 북부 알타이어(약 57,000명)가 있다. 시베리아 타타르어와 남부 알타이어는 이름에도 불구하고 시베리아 튀르크어가 아닌 킵차크어파에 속한다.

## 하위 분류
- 시베리아 튀르크어파
  - 북부 시베리아
    - 사하어(야쿠트어)
    - 돌간어

  - 남부 시베리아
    - 사얀
      - 투바어
      - 토파어

    - 예니세이
      - 하카스어
      - 푸위 키르기스어(만주 키르기스어)
      - 쇼르어
      - 서부 유구르어

    - 출림
      - 출림어

    - 알타이
      - 알타이어

    - 고대 튀르크어